# Carpathonesticus lotriensis
Carpathonesticus lotriensis là một loài nhện trong họ Nesticidae.
Loài này thuộc chi Carpathonesticus. Carpathonesticus lotriensis được miêu tả năm 1983 bởi Weiss.